# Jobst Gogreve
Jobst Gogreve, auch Jodocus Gogravius, Justus Gogrevius (* um 1560 in Bielefeld; † um 1615 in Paderborn) war ab 1582 für kurze Zeit Rechtslehrer an der Universität Helmstedt und zwischen 1604 und 1615 mehrfach Bürgermeister von Paderborn.

## Leben
Jobst Gogreve wurde vermutlich nicht ehelich geboren, vielleicht als Sohn eines Klerikers, denn er konnte 1603 keine „vier ächten Ahnen“ vorweisen. Seine Geburtsstadt Bielefeld war nach 1541 überwiegend protestantisch geworden. Nur die Kirche St. Jodokus des ehemaligen Franziskanerklosters im Zentrum von Bielefeld, die zum Bistum Paderborn gehörte, blieb in der Reformationszeit katholisch. Vielleicht zeigt die Wahl seines Vornamens, dass „Jodokus“ Gogreve zu einer der wenigen katholisch gebliebenen Familien im Ravensberger Land gehörte. Er studierte jedenfalls ab 1578 an der katholisch geprägten Universität Köln (immatrikuliert als Jod. Gogreve Bisfeldiensis), an der es zu dieser Zeit nur sehr wenige protestantische Studenten gab, die allenfalls nach Köln kamen, wenn sie dort beispielsweise in das Dwergsche Stipendium aufgenommen wurden.
1581 wechselte Jodocus Gogref an die brandenburgische, protestantische Universität Frankfurt an der Oder. Den geplanten Studiumabschluss in Basel konnte er wegen einer Fieber-Erkrankung und des strengen Winters 1581/82 nicht verwirklichen. Jodocus Gogravius Bilveldianus immatrikulierte sich am 24. März 1582 an der lutherischen Universität Helmstedt und wurde dort am 5. Juli 1582 unter dem Vorsitz von Dethard Horst zum Dr. jur. promoviert. Zu dieser Zeit sind nach der Helmstedter Matrikel nur wenige juristische Promotionen durchgeführt worden. Studienfreunde verfassten für ihn und Johannes Beckmann aus Sprockhövel eine Gratulations-Festschrift. Anschließend nahm Gogreve eine Lehrtätigkeit für Rechtswissenschaft auf. Nach einer Notiz von Heinrich Meibom gehörte Gogreve zu den Gelehrten, die an den Universitäten die in Köln aufgekommene Übung der Abhaltung von Privat-Collegia einführten. „Dochtor Jobst Gogreve“ heiratete im Winter 1583/84 in Helmstedt eine Braunschweigerin. 1584 leitete Jodocus Gogreve in Helmstedt die juristischen Disputationen von Heinrich von Weseken (1560–1632) aus Borken, der Mitbegründer der lutherischen Gemeinde in Wesel wurde, und von Christian Steinacker (* um 1565; † 1617/22) aus Quedlinburg, der ab 1588 Rechtslehrer an der Universität Jena und später Assessor des Schöppenstuhls in Magdeburg war. Gogreve verließ Helmstedt nach wenigen Jahren, möglicherweise weil nicht er, sondern Eberhard Speckhan († 1627) aus Bremen im Herbst 1584 von Herzog Julius von Braunschweig-Wolfenbüttel zum Professor extraordinarius juris ernannt worden war.
1587 bezeugte Jobst Gogreve in Paderborn für Hermann I. Bäer (* um 1547; † nach 1624) und seine Frau Anna von Cöln einen Darlehensvertrag. Mit seinem Sohn Bernhard (Bernd) wurde Jobst Gogreve 1588 in die Paderborner Bürgerschaft aufgenommen. Er arbeitete in Paderborn als Advokat und fungierte als Syndikus des Benediktiner-Klosters Abdinghof. In den konfessionellen Auseinandersetzungen in der Stadt stand er zusammen mit Philipp Berning, Heinrich Westphal († 1632) und Hermann I. Bäer (Behren) an der Spitze der katholischen Partei. Hendrik ter Haar (Heinrich Harius) (1539–1599) aus Ruurlo in Geldern, Konrektor des Salentinischen Gymnasiums in Paderborn, dessen Leitung 1585 von Jesuiten übernommen worden war, widmete seinem Freund Jodocus Gogravius Bilfeldianus eine Elegie.
1603 wurde Jobst Gogreve zusammen mit den Juristen Engelbert Klotz (Cloiß) († 1611) zu Paderborn und Dietrich Petreus (Theodor Petri) zu Erwitte zum Reichskammergerichts-Kommissar in der Streitsache „v. Spiegelsche Vormünder ./. v. Spiegel“ wegen der Desenbergschen Güter im Bistum Paderborn sowie hessischer und waldeckscher Lehen bestellt. Es handelte sich um Lehnsstreitigkeiten nach dem Tod des Engelhard von Spiegel († 1592) zum Desenberg und Übelngönne. Als einer der Testamentsvollstrecker des verstorbenen Seniors des Kollegiatstiftes St. Petrus und Andreas Busdorf Gottfried Drolshagen († vor 1605) wurde „Jodocus Gogravius“ 1605 vor das Kurmainzer Metropolitangericht geladen.
Eine Wahl Gogreves in den Stadtrat am Sylvestertag 1603 scheiterte am Widerstand der evangelischen Mehrheit, die an der hergebrachten Satzung mit ihrem Erfordernis einer qualifizierten „Ratstüchtigkeit“ (eheliche Abstammung) festhalten wollte. Nach der Niederwerfung der antibischöflichen Bestrebungen der Stadt und der Hinrichtung ihres protestantischen Bürgermeisters Liborius Wichert wurde Gogreve von Bischof Dietrich von Fürstenberg 1604 und von 1605 bis 1615 in den ungeraden Jahren zu einem der beiden Bürgermeister von Paderborn ernannt.

## Familie
Jobst Gogreves Sohn Bernhard (* 1584/88; † nach 1612) studierte ab 1605 in Köln, 1607 in Würzburg und ab 1612 in Freiburg. Der Sohn Georg Gogreve (* um 1595; † 1635), 1615 immatrikuliert in Marburg, heiratete I. Katharine von Hörde († 1629) aus Salzkotten – deren Tochter Katharina Gogreve (* um 1621; † 1689) war mit dem fürstlich paderbornischen Gografen Theodor Warnesius (Warnekinck) (* um 1615; † 1679) verheiratet – und II. Katharina Otterjäger († 1635).
In zweiter Ehe heiratete Jobst Gogreve 1599 die Witwe Ilse Borggreve (Ilsabe Borchgreve) (* um 1550; † 1607). Ihre Kinder aus erster Ehe (⚭ 1567) mit Johann von Rintelen (* um 1510; † 1590) aus Herford, 1557 Sekretär, später Rat und Vizekanzler des reformierten Grafen Simon VI. zur Lippe in Horn, waren Adolf (* um 1570; † 1633), Simon (* um 1572), Elisabeth (⚭ Franz Cothmann, Bürgermeister zu Lemgo), Anna (* um 1574; ⚭ 1609 Gottfried von Brabeck aus Paderborn), Hermann (* um 1583, † nach 1671) und Johann d. J. († jung) von Rintelen – wurden Jobst Gogreves Stiefkinder. Die drei jüngsten waren noch minderjährig und wuchsen in Paderborn in seinem Haus katholisch auf, während die drei älteren protestantisch blieben. Johann von Rintelen war in erster Ehe mit Ilsabein Gogreve oder Sander († 1567) verheiratet gewesen.
Der Hofgerichtsprokurator und Gograf zu Paderborn Gerhard Diekmann (Dickman) war mit „Jost Gogreff, Dr. jur.,“ verschwägert. Beide verglichen sich 1600 mit Konrad (Curt) II. von Imbsen († 1610) zu Wewer über die Regulierung von Schulden. Dessen Schwester Katharina von Imbsen († 1595) war seit 1583 mit Philipp von Gaugreben (* um 1548; † um 1610) zu Goddelsheim und Bruchhausen aus der westfälisch-waldeckschen Familie Gaugreben verheiratet gewesen.
Bei „Iustus Gogrebe Godelsheymensis“, der sich 1570 in Marburg immatrikulierte, handelt es sich nicht um Jobst Gogreve aus Bielefeld, sondern um Joist von Gaugreben (* um 1553; † 1624) zu Valme, einen Bruder des Philipp von Gaugreben.

## Werke
- Disputatio LXIII. De donationibus inter virum & uxorem,[A 17] praesidente Iodoco Gogreve Bilveldiensi, i. u. d. ad sequentes positiones respondebit Henricus à Weseken, fiet disputatio IX Calend. Martii … MDLXXXIIII. Helmstedt 1584
- Disputatio LXX. praeside clarissimo et doctissimo viro, D. Iodoco Gogreuen I. V. D. ad sequentia iuris axiomata ex titulo ff. de excusationib. vbi pupillus educari vel morari debeat, duob. cum tit. seqq. desumpta,[A 18] Respondebit Christianvs Steinackervs Quedlinburgensis. Jakob Lucius d. Ä., Helmstedt 1584 (Digitalisat der Staatsbibliothek zu Berlin)

## Belletristische Rezeption
- Barbara Meyer: Mord im Hochstift. Emons, Köln 2010